# Джон Нокс
Джон Нокс (англ. John Knox; бл. 1510, Гаддінгтон — 24 листопада 1572, Единбург) — провідний шотландський релігійний реформатор XVI століття, що заклав основи пресвітеріанської церкви.

## Молоді роки
Джон Нокс народився у родині небагатих дворян у передмісті Гаддінгтона в Лотіані: батько — Вільям Нокс, мати — до шлюбу Сінклер. Скоріш за все у юності Нокс навчався у відомого шотландського гуманіста Джона Мейджора в університеті Глазго. На початку 1540-х років він був висвячений у сан католицького священика й почав службу в одній з парафіяльних церков Лотіана.
Ймовірно під впливом проповідей Джорджа Вішарта 1545 року Нокс перейшов у протестантство. Він дуже зблизився з Вішартом та супроводжував його у поїздках по країні. Однак наприкінці 1545 року Вішарта було заарештовано прихильниками кардинала Бітона та незабаром страчено. У помсту за смерть Вішарта радикальні протестанти захопили замок Сент-Ендрюс та стратили кардинала. Нокс прибув до Сент-Ендрюса, і з цього почалася його кар'єра як протестантського проповідника.
Наприкінці 1547 року Сент-Ендрюський замок був узятий штурмом французьким експедиційним корпусом, організатори вбивства кардинала, а разом з ним і Джон Нокс були схоплені та відправлені до Франції відбувати покарання на галерах. Півторарічна служба на галерах підірвала здоров'я проповідника, але не змінила його погляди. Розповідають, що коли французи попросили Нокса поцілувати зображення Діви Марії, прагнучи змусити його зректися протестантства, він викинув його в море зі словами «нехай Діва Марія сама врятує себе, вона достатньо легка та навчиться плавати».

## Джон Нокс в Англії, Швейцарії та Франції
1549 року Нокс отримав свободу й вирушив до Англії, де у цей час активно здійснювалися протестантські реформи короля Едварда VI, що заклали фундаментальні принципи англіканської церкви. Нокс продовжив роботу проповідника, причому незалежно від офіційної церковної організації. У цей час його вже не задовольняла Єпископальна система, що збереглася в англіканстві, Нокс все більш схилявся до радикального кальвінізму, який заперечує особливість священства єпископів.
Після смерті Едварда VI 1553 року на англійський престол вступила католичка Марія I Тюдор. Це викликало еміграцію англійських протестантів на континент. Нокс виїхав до Швейцарії, де оселився у Женеві, європейському центрі кальвінізму. Періодично він також відвідував Шотландію. Під час цих поїздок йому вдалося навернути до протестантства численних шотландських городян та дворян, а також таких впливових аристократів, як граф Аргайл, лорд Лорн та лорд Джеймс Стюарт. Все більше віддаляючись від помірного англіканства, Нокс у період проживання у Женеві активно працює над проблемою напередвизначення та публікує памфлет «Трубний глас проти жахливого правління жінок» (англ. The First Blast of the Trumpet Against the Monstrous Regiment of Women), у якому він виступив з ідеєю про шкодочинність жінок-правительок держав (адресовано насамперед сучасним йому королевам Англії та Шотландії), де Нокс писав:
«Ставити жінку на будь-який керівний пост над будь-якою областю, нацією, містом, огидно, протиприродно, богохульно, це найбільш всього суперечить Божій волі і здоровому порядку, і врешті перекручує хороший порядок, все добро та справедливість.»

1557 року Нокс переїхав до Дьєп, Франція, де він зустрів звістку про смерть Марії Тюдор та вступ на престол Єлизавети I. В Англії знову склалися сприятливі можливості для розвитку протестантства, проте королева Єлизавета I не бажала допускати у свої володіння автора «Трубного гласу». Дізнавшись про відмову королеви від видачі йому дозволу на повернення до Англії, Нокс заявив, що «Англія, відмовляючись від мене, відмовляється від друга», і 2 травня 1559 року прибув до Шотландії.

## Протестантська революція
11 травня 1559 року проповідь Джона Нокса у церкві св. Іоанна у Перті проти католицького ідолопоклонства та незаконності правління регента Шотландії Марії де Гіз викликала повстання городян, яке швидко перекинулося на інші області Шотландії та незабаром переросло у протестантську революцію. До повсталих приєдналися великі шотландські барони (Аргайл, лорд Джеймс Стюарт, пізніше — Шателеро та Гантлі), була сформована армія, яка захопила Единбург. З ініціативи Нокса повсталі звернулися за допомогою до Англії, у країну були введені англійські війська. Війна між англійською та французькою арміями у Шотландії завершилася 6 липня 1560 року Единбурзьким миром та евакуацією іноземних військ із країни. Смерть 11 червня 1560 Марії де Гіз означала перемогу революції.
Парламент Шотландії під впливом Джона Нокса проголосив наприкінці 1560 року заборону католицької доктрини та обрядів, прийняв протестантський символ віри та затвердив «Книгу дисципліни» про порядок протестантського богослужіння. Таким чином протестантство було затверджено як державна релігія Шотландії. Почалося формування нової церковної організації з опорою на парафіяльні церкви та системою «супреінтендантів», покликаних замінити єпископальний устрій (повністю не реалізовано). Саме у цей період Нокс почав роботу над своєю фундаментальною працею «Історія Реформації», яка завдяки вкладенню у неї реформаторської пристрасті протягом кількох століть залишалася однією з найбільш впливових робіт з протестантства.

## Джон Нокс і Марія Стюарт

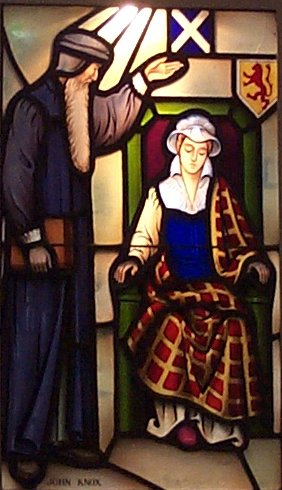
Джон Нокс, який застерігає Марію Стюарт

Королеву Марію Стюарт, яка повернулася 1561 року до Шотландії, Джон Нокс зустрів вороже. Радикальні протестанти, які завжди групувалися навколо Нокса, зажадали шлюбу королеви з одним зі своїх лідерів, Джеймсом Гамільтоном. Відмова королеви спровокувала повстання радикальних протестантів, яке було швидко придушене урядом. Нокс неодноразово зустрічався з королевою, але так і не знайшов з нею спільної мови. Радикалізм Нокса відштовхнув від нього частину його колишніх прихильників, не готових визнати проголошену реформатором доктрину права нації на повалення законного монарха.
Проте протягом усього правління Марії Стюарт (1561–1567) Джон Нокс залишався найнепримиреннішим противником королеви. Він постійно підбурював прихожан проти католицьких богослужінь при дворі, вважаючи королеву агенткою папської влади та ідолопоклонства. Джон Нокс взагалі був різко проти жіночого правління, яке розповсюдилось до того часу на пів Європи (у Шотландії правила Марія Стюарт, що змінила свою матір, в Англії Марія Тюдор, а опісля Єлизавета I, у Франції Катерина Медічі, у Нідерландах Марія Угорська (Австрійська), у Наваррі Жанна д'Альбре, в Португалії Катерина Австрійська). Стосунки Нокса та королеви добре ілюструє той факт, що реформатор з захопленням прийняв повідомлення про змову проти Марії Стюарт та вбивство Річчо, за що був змушений залишити Единбург, де з часів революції займав пост священика церкви Св. Жиля, і сховатися в Англії.
Серед шотландських пресвітеріан було популярним порівняння взаємин Джона Нокса та королеви Марії з протистоянням біблійного пророка Ілії та цариці Єзавелі.

## Останній період життя

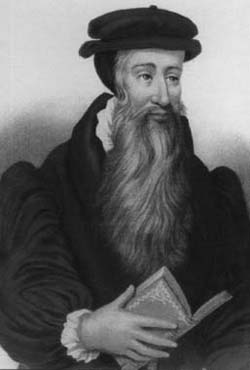
Джон Нокс в старості

Повернувся Джон Нокс до Шотландії незадовго до повалення Марії Стюарт 1567 року. Саме йому доручили організацію богослужіння під час коронації сина королеви, однорічного Якова VI. Новий уряд регента Морея, хоча і проголосив курс на здійснення протестантських перетворень, однак, не потребувало радикалізма Нокса. Тому найвпливовіший шотландський реформатор не зайняв достойного його місця у новій системі влади, залишившись парафіяльним священиком церкви Св. Жиля. 1570 року, коли Единбург захопили прихильники поваленої Марії Стюарт, Джон Нокс був змушений переїхати до Сент-Ендрюсу. До столиці він повернувся лише 1572 року, напередодні своєї смерті.
Джон Нокс, що вражає сучасників своїм ревним релігійним почуттям та нездатністю до компромісів із совістю, став для шотландців майже пророком. Пресвітеріанська церква остаточно оформилася вже після смерті Нокса, наприкінці XVI століття, однак саме він став її батьком-засновником.
Нащадком Нокса був президент США Джеймс Нокс Полк.

## Особисте життя
- Дружина  — Марджорі Бове, Маргарет Стюарт;
- діти  — Натаніель, Елезар, Марта, Маргарет, Елізабет.